# Spotify
Spotify (IPA: [ˈspotɪˌfaːɪ]) je služba nabízející streamování či podcasting hudby od vybraných vydavatelství jako jsou Sony, EMI, Warner Music Group, Universal a další. Původně vznikla ve Švédsku, odkud se postupně rozšířila do některých zemí Evropy, Severní a Jižní Ameriky a Oceánie. Po dalších expanzích v letech 2020 a 2021 je služba dostupná v téměř 180 zemích světa. V březnu 2023 měla 527 milionů uživatelů, z toho jich bylo 210 milionů platících.
Na rozdíl od fyzického prodeje nebo prodeje staženého, kdy se umělcům platí pevná cena za prodanou skladbu nebo album, Spotify vyplácí licenční poplatky na základě počtu streamů interpretů v poměru k celkovému počtu streamovaných skladeb. Přibližně 70 % svých celkových příjmů rozděluje držitelům práv (často nahrávacím společnostem), kteří pak platí umělcům na základě individuálních dohod.
V Česku funguje Spotify od 12. prosince 2013. Od září 2016 je Spotify díky O2 Czech Republic lokalizován do českého jazyka.

## Historie

Mapa zemí, ve kterých je služba dostupná

Společnost Spotify Ltd. byla založena v dubnu 2006 ve švédském hlavním městě Stockholmu. Dva roky na to, 7. října 2008, vznikla stejnojmenná služba.
V únoru 2018 podala společnost Spotify žádost o nabídku akcií na akciové burze v New Yorku, přičemž usilovala o zisk z primární nabídky ve výši jedné miliardy USD.

## Free/Premium
Spotify v současné době používá k přenosu audio záznamů k uživatelům ztrátový kodek Ogg Vorbis. V programu Free činí datový tok nahrávek 160 kbit/s. Spotify v programu Premium pak poskytuje svým platícím uživatelům nahrávky ve vyšší kvalitě (datovém toku), a to 320 kbit/s. Premium stojí v USA 10 USD měsíčně, ale cena se v různých státech může lišit. Varianta Premium neobsahuje žádné reklamy. A na rozdíl od varianty Free umožňuje stažení skladeb pro režim offline a má neomezenou možnost přeskakování hudby.

## Další aplikace
Pod Spotify patřila i aplikace Stations, která byla spuštěna v roce 2018 a pomáhala s hledáním nových písní k poslechu. Aplikace byla dostupná pro iOS a Android a byla ukončena k 16. 5. 2022.

## Kritika
Spotify je někdy kritizováno hudebními umělci, kteří mají ze služby pouze malý zisk. K těmto kritikům se řadí například Taylor Swift, Thom Yorke nebo D. A. Wallach.
Při těchto službách docházelo do roku 2016 k většímu využití disku, u SSD disku je navíc možné, že se zapíše objem dat vyšší, než je udávaný výrobcem jako životnost disku.